# Emil Grünig
Emil Grünig (n. 26 iulie 1915, Krattigen⁠(d), Berna, Elveția – d. 25 octombrie 1994, Kriens⁠(d), cantonul Lucerna, Elveția) a fost un trăgător de tir ce a reprezentat Elveția, medaliat olimpic. A participat la o ediție a Jocurilor Olimpice (1948) în care a câștigat o medalie de aur.

## Participări
Lista de mai jos prezintă principalele competiții la care a participat Emil Grünig de-a lungul carierei.
- shooting at the 1948 Summer Olympics – men's 300 metre free rifle[*]